# Flugplatz Lommis

i7
i11
i13
Der Flugplatz Lommis (ICAO-Code LSZT) ist ein privater Flugplatz nördlich von Lommis im Kanton Thurgau in der Schweiz. Die 615 m lange Graspiste wird durch die Motorfluggruppe Thurgau betrieben. Nebst dem Hangar besteht ein Betriebs- sowie ein Clubgebäude.

## Geschichte
Die Motorfluggruppe Thurgau wurde 1946 gegründet und benutzte zusammen mit der Segelfluggruppe Cumulus den Artillerieübungsplatz Grosse Allmend Frauenfeld als Fluggelände. Im Jahr 1962 beanspruchte das Militär das Flugfeld zusätzlich noch als Panzerübungsgelände, was die Motor- und Segelflieger zur Flugplatzsuche zwang. Aufgrund der unterschiedlichen Bedürfnisse, insbesondere der Segelflug-Windenstarte, entschieden sich die Gruppen für getrennte Flugplätze. Die Segelfluggruppe Cumulus wurde in Amlikon fündig, und die Motorfluggruppe mit dem Gelände im Lauchetal.
Im Jahr 1973 entbrannte ein Streit um den Flugplatz, als westlich eine geplante Halle und ein Baukran den Flugbetrieb beeinträchtigten. Nachdem verschiedene Entscheide bis vor das Bundesgericht gezogen worden waren, einigte sich die Motorfluggruppe 1981 mit dem benachbarten Eigentümer.
Nachdem bereits eine Flugschule betrieben wurde, können seit 1984 auch Unterhaltsarbeiten an Flugzeugen und Motorseglern durchgeführt werden. Im Jahr 1996 folgte die Einweihung des neuen Clubgebäudes.